# Cementerio de El Carmen de Valladolid
El cementerio de El Carmen es un cementerio de propiedad municipal de la ciudad de Valladolid, España. 

## Historia
El camposanto se ubica al norte de la ciudad, en las inmediaciones de la iglesia de Nuestra Señora del Carmen Extramuros (antiguo convento del Carmen Descalzo). Precisamente los terrenos ocupados por el cementerio fueron en su día las huertas del convento que fue expropiado durante la Desamortización, hasta que en 1840 fueron compradas por el ayuntamiento para ubicar allí el nuevo cementerio municipal.
Gestionado por Nevasa (Necrópolis de Valladolid S. A.), en la que el Ayuntamiento posee el 100%, se trata del mayor cementerio de la ciudad, con alrededor de 200 000 inhumaciones. Se encuentra clausurado a nuevos enterramientos y ha sido relevado como camposanto municipal de referencia para nuevas inhumaciones por el cementerio de Las Contiendas, inaugurado en 1994.

### Fosas comunes de la Guerra Civil
En 2016 se inició la excavación de fosas comunes de la Guerra civil española promovidas por la Asociación para la Recuperación de la Memoria Histórica (ARMH). Se calcula que hay alrededor de 1000 personas represaliadas, asesinadas durante julio y septiembre de 1936, enterrados en más de 10 localizaciones, siendo una de las más grandes fosas comunes de España.
A mediados de 2018 se planificó un memorial para homenajear a los aproximadamente 2500 republicanos fusilados en Valladolid durante las primeras jornadas de la Guerra civil, en un terreno donado por el sindicato UGT y el PSOE. El monumento consta de un cajón, en el cual serán inhumados los restos hallados, y un muro de hormigón donde estarán inscritos los nombres de los represaliados. Existió cierta polémica con respecto a la instalación de un busto de Pablo Iglesias, fundador del PSOE, en dicho memorial, por lo que la ARMH se desvinculó del proyecto.

## Panteón de Hijos Vallisoletanos Ilustres

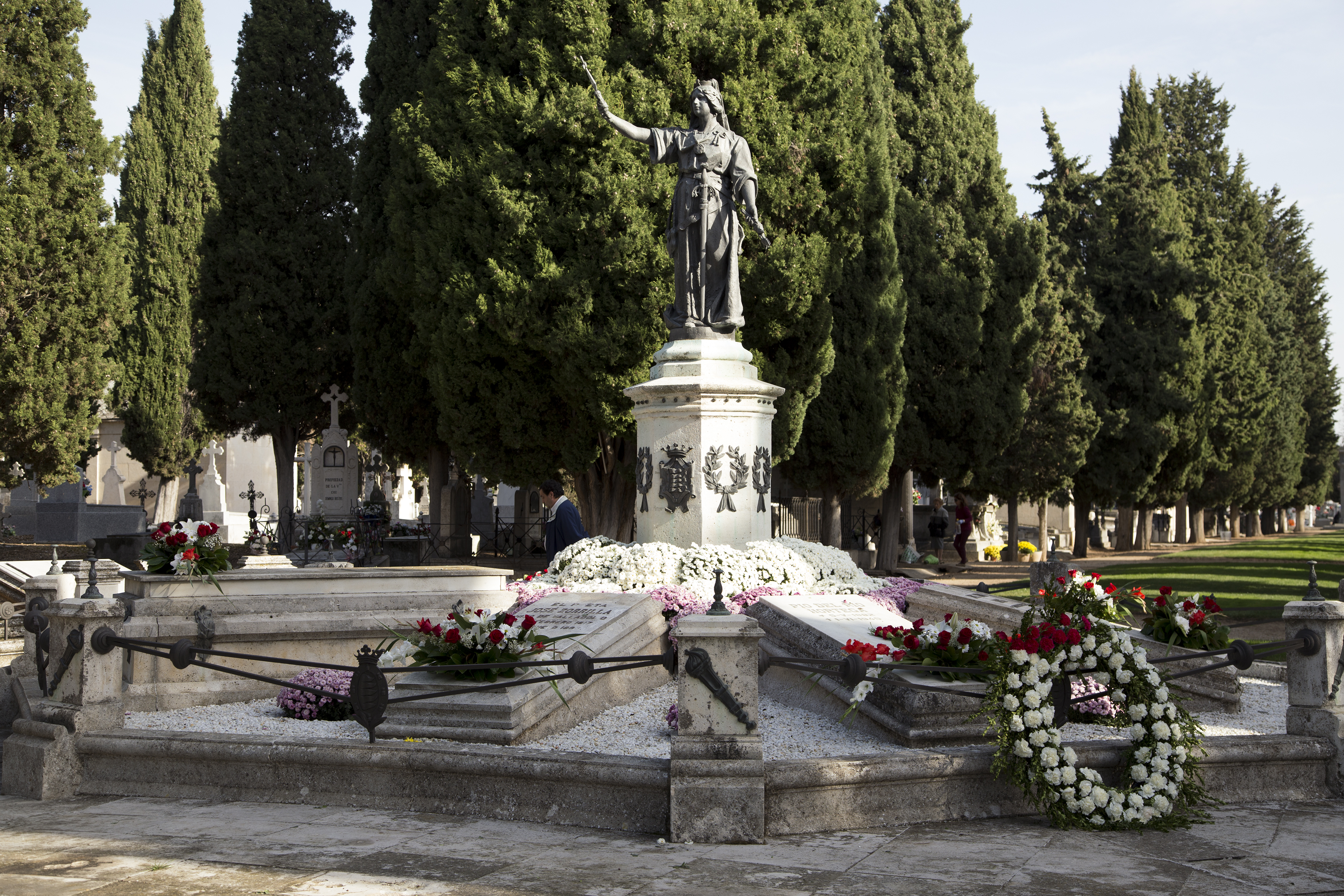
Panteón de Hijos Vallisoletanos Ilustres.

Entre algunos de los vallisoletanos enterrados en el Panteón de Hijos Vallisoletanos Ilustres, de estructura octogonal y ubicado en la glorieta principal del camposanto, inaugurado el 13 de diciembre de 1902 y construido por Aurelio Carretero, se encuentran:
- el poeta José Zorrilla
- el poeta Emilio Ferrari
- el poeta Francisco Pino
- el escritor Miguel Delibes
- la escritora Rosa Chacel
- el ensayista Narciso Alonso Cortés
- el periodista Ricardo Macías Picavea
- el bailarín Vicente Escudero
- el científico Pío del Río Hortega
- el arquitecto Jerónimo Ortiz de Urbina
- el político Mariano Miguel de Reynoso
- el político Martín Santos Romero
- la actriz Concha Velasco

En la década de 1930 se inauguraron dos mausoleos a los laterales del Paseo de los Ilustres, uno dedicado a Onésimo Redondo y el otro al general Martínez Anido.